# Hadibu
Hadibu – nadmorskie miasto znajdujące się w północnej Sokotrze w Jemenie. Leży w pobliżu góry Jabal al-Jahir. Jest to największe miasto całego archipelagu, liczące według spisu z 2004 roku 8 545 mieszkańców. Hadibu jest również stolicą większego wschodniego okręgu administracyjnego Sokotry, Hidaybu. Głównym źródłem utrzymania mieszkańców miasta jest hodowla zwierząt.
Port lotniczy Sokotra znajduje się około 12 km na zachód od Hadibu, w pobliżu trzeciego co do wielkości miasta archipelagu, Qād̨ub. Generatory Diesla sprawiają, że energia elektryczna jest łatwo dostępna. Utwardzona droga biegnie wzdłuż północnego brzegu od Qulansiyah do Hadibu, a następnie do obszaru DiHamri. Kolejną z dróg utwardzonych jest trasa prowadząca z północnego wybrzeża na południe przez płaskowyż Dixsam. 20 czerwca 2020 r. Południowa Rada Tymczasowa zaanektowała miasto.
Dawna stolica archipelagu położona jest na wschód od Hadibu.